# Siwé
Siwé ist ein Arrondissement im Departement Zou im westafrikanischen Staat Benin. Es ist eine Verwaltungseinheit, die der Gerichtsbarkeit der Kommune Agbangnizoun untersteht.

## Demografie und Verwaltung
Gemäß der Volkszählung 2013 des beninischen Statistikamtes INSAE hatte das Arrondissement 7230 Einwohner, davon waren 3577 männlich und 3653 weiblich.
Von den 53 Dörfern und Quartieren der Kommune Agbangnizoun entfallen vier auf Siwé: Adjido, Dodomè, Hounto und Lègo.